# Kurt Bennewitz (Chemiker)
Kurt Gustav David Bennewitz (* 2. Januar 1886 in Magdeburg; † 28. November 1964 in Ückesdorf) war ein deutscher Chemiker (physikalische Chemie).

## Leben
Kurt Bennewitz studierte ab 1904 Physik und Chemie in München, Heidelberg, Berlin und Genf und wurde 1909 bei Walther Nernst promoviert (Beiträge zur Frage der Zersetzungsspannung). Von 1910 bis 1913 war er Assistent von Willy Marckwald in Berlin und arbeitete über Messungen von Radioaktivität. Im Ersten Weltkrieg war er Flugzeugbeobachter und Ingenieur, zuletzt im Rang eines Oberleutnants. Er habilitierte sich 1924 in Berlin (Elastische Nachwirkung, Hysteresis und innere Reibung) und lehrte an der Landwirtschaftlichen Hochschule Berlin.
Ab 1927 war er Professor für physikalische Chemie an der Universität Jena, ab 7. Juli 1932 als ordentlicher Professor. Nach dem Zweiten Weltkrieg kam er mit den Amerikanern in die Westzone und konnte trotz eigenen Bemühens nicht zurück nach Jena auf seinen Lehrstuhl. Vom 1. September 1947 bis zu seiner Emeritierung 1952 hatte er unter Gottwalt Fischer, dem Vorstand des Chemischen Instituts am Röntgenring 11, kommissarisch den Lehrstuhl für physikalische Chemie der Universität Würzburg inne, der spätere physikalische Chemiker Ulrich von Weber als wissenschaftlicher Assistent des Instituts tätig war. Danach war er noch bis 1958 an der TH Stuttgart.
Er befasste sich mit vielen Gebieten der physikalischen Chemie, u. a. Elektrolyse (irreversible Prozesse an Elektroden, Elektrodenpotentiale, Elektrolyt-Lösungen, Verbesserung von Kohlrausch’s Gesetz mit Debye-Hückel-Theorie).

## Schriften
- Der Nernstsche Wärmesatz, in Geiger, Scheel Handbuch der Physik 1926